# Colubroelaps
Colubroelaps – rodzaj węży z podrodziny Sibynophiinae w obrębie rodziny połozowatych (Colubridae).

## Rozmieszczenie geograficzne
Rodzaj obejmuje gatunki występujące endemicznie w Wietnamie.

## Systematyka
Rodzaj zdefiniował w 2009 roku rosyjsko-wietnamski zespół herpetelogów – Rosjanie Nikołaj Orłow, Władimir Kharin i Natalija Ananjewa oraz Wietnamczycy Tao Thien Nguyen i Truong Quang Nguyen – w artykule zatytułowanym Nowy rodzaj i gatunek połozowatych (Squamata, Ophidia, Colubridae) z południowego Wietnamu (prowincja Lam Dong), opublikowanym w czasopiśmie „Russian Journal of Herpetology”. Gatunkiem typowym jest (oryginalne oznaczenie) C. nguyenvansangi.

### Etymologia
Colubroelaps: łac. coluber ‘wąż’; elaps ‘wąż’, od gr. ελλοψ ellops, ελλοπος ellopos (także ελοψ elops, ελοπος elopos) ‘gatunek jakiegoś węża’.

### Podział systematyczny
Do rodzaju należą następujące gatunki:
- Colubroelaps adleri Poyarkov, Bragin & Nguyen, 2024
- Colubroelaps nguyenvansangi Orlov, Kharin, Ananjeva, Nguyen & Nguyen, 2009